# Antonin de Pamiers
Pour les articles homonymes, voir Saint Antonin et Antonin.
Antonin (Antolín en espagnol) est un saint chrétien, martyr, fêté le 2 septembre, notamment à Pamiers en France, et à Palencia et Medina del Campo en Espagne. Le diocèse de Pamiers le considère traditionnellement comme le premier apôtre du christianisme de la région né à Fredelacum (Frédélas) près de Pamiers dans l’actuelle Ariège, et martyrisé dans son pays natal à une date incertaine.

## Histoire et tradition en France et en Espagne
On connait assez mal son histoire, qui dans les écrits est difficile à recouper, car souvent confondue au cours des siècles avec celle d'Antonin d'Apamée, en Syrie mineure. Il ne s'agit sans doute pas du même personnage.
Toujours est-il qu'un Antolin (ou Antonin) serait originaire de Pamiers. Certains avancent la date de 453 pour sa naissance dans cette ville (alors appelée Frédélas, "ville de Frédéric", fils du roi wisigoth Théodoric Ier). Antonin aurait été membre de cette famille, et donc de sang royal.
Élevé d'abord dans l'arianisme, hérésie condamnée par le premier concile œcuménique de Nicée, il décide, après réflexion, d'embrasser la foi catholique et s'oppose dès lors à la croyance de son père. Abandonnant sa fortune, il fait un passage à Rome où il est consacré prêtre catholique. Il prêche ensuite dans quelques villes d'Italie et y aurait fait des miracles, notamment à Salerne où il serait resté durant 18 ans.
Revenu en Gaule, il aurait, d'après certains chronographes, fait partie du groupe de missionnaires menés par saint Denis de Paris.

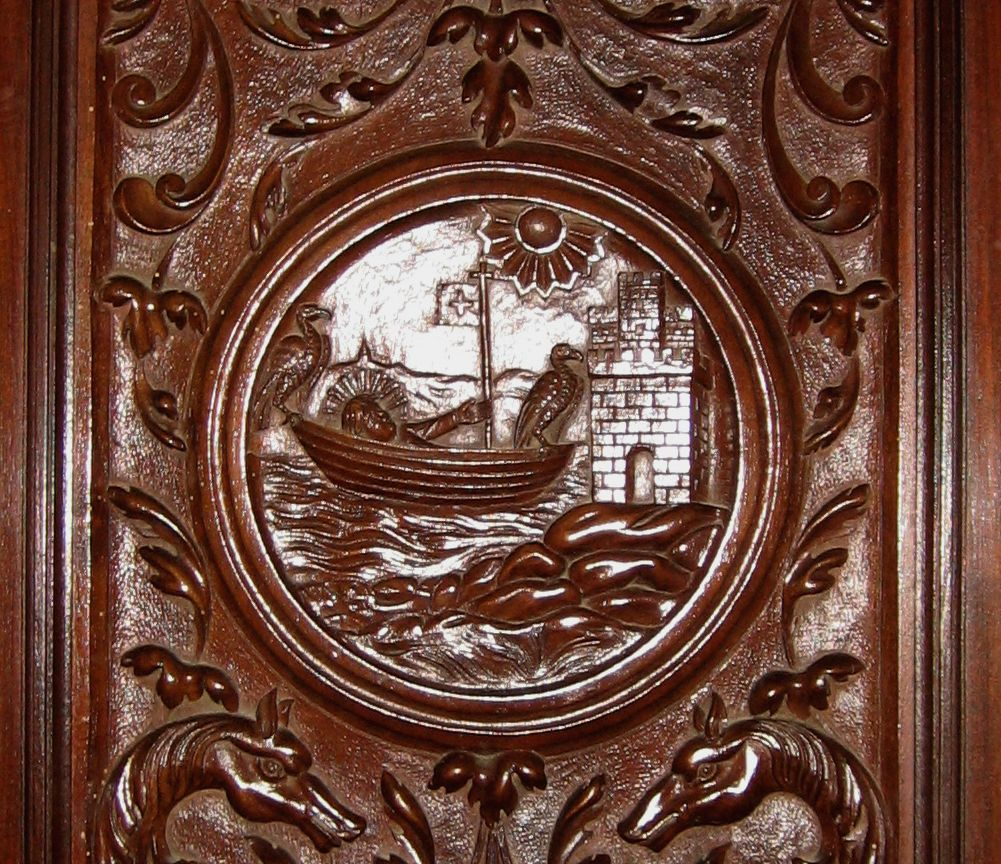
Épisode de la Passion de saint Antonin, représentée sur une stalle sculptée de la cathédrale de Pamiers.

Saint Antolin s'installe dans le Rouergue, faisant des prêches qui ont un succès retentissant. Il y convertit un puissant propriétaire, un prince (ou plutôt un gouverneur), du nom de Festus, et baptise de nombreuses personnes. Sa parole a tant d'impact qu'aujourd'hui la ville de Saint-Antonin-Noble-Val porte son nom. Mais, malgré les supplications des habitants du Rouergue, Antonin souhaite repartir, leur indiquant qu'il reviendra un jour, d'une façon ou d'une autre. Il se retrouve à Toulouse, où il est arrêté et jeté en prison. Il convertit les geôliers et les baptise.
Il revient plus tard à Pamiers et prêche l'Évangile. Un certain Métope, du fait de l'absence d'Antonin, a pris le contrôle de la région et le fait condamner à mort. On le traîne jusqu'aux rives de l'Ariège, au lieu dit aujourd'hui "Cailloup" et de son épée le bourreau coupe le martyr en deux ; d'un côté la tête et le bras droit, de l'autre le corps et le bras gauche. On tue et décapite également ses deux amis, Jean et Almaque. Ses restes sont jetés au milieu de la rivière. Ce martyre aurait eu lieu au début du VIe siècle, probablement vers 506.
Des fidèles recueillent ses restes mortels et les enterrent sur le lieu du martyre où sera plus tard élevée une abbaye, construction permise par la venue du roi Clovis à Toulouse, qui fait fuir Métope et les ariens de la région et impose la foi catholique.

## La tradition et les reliques

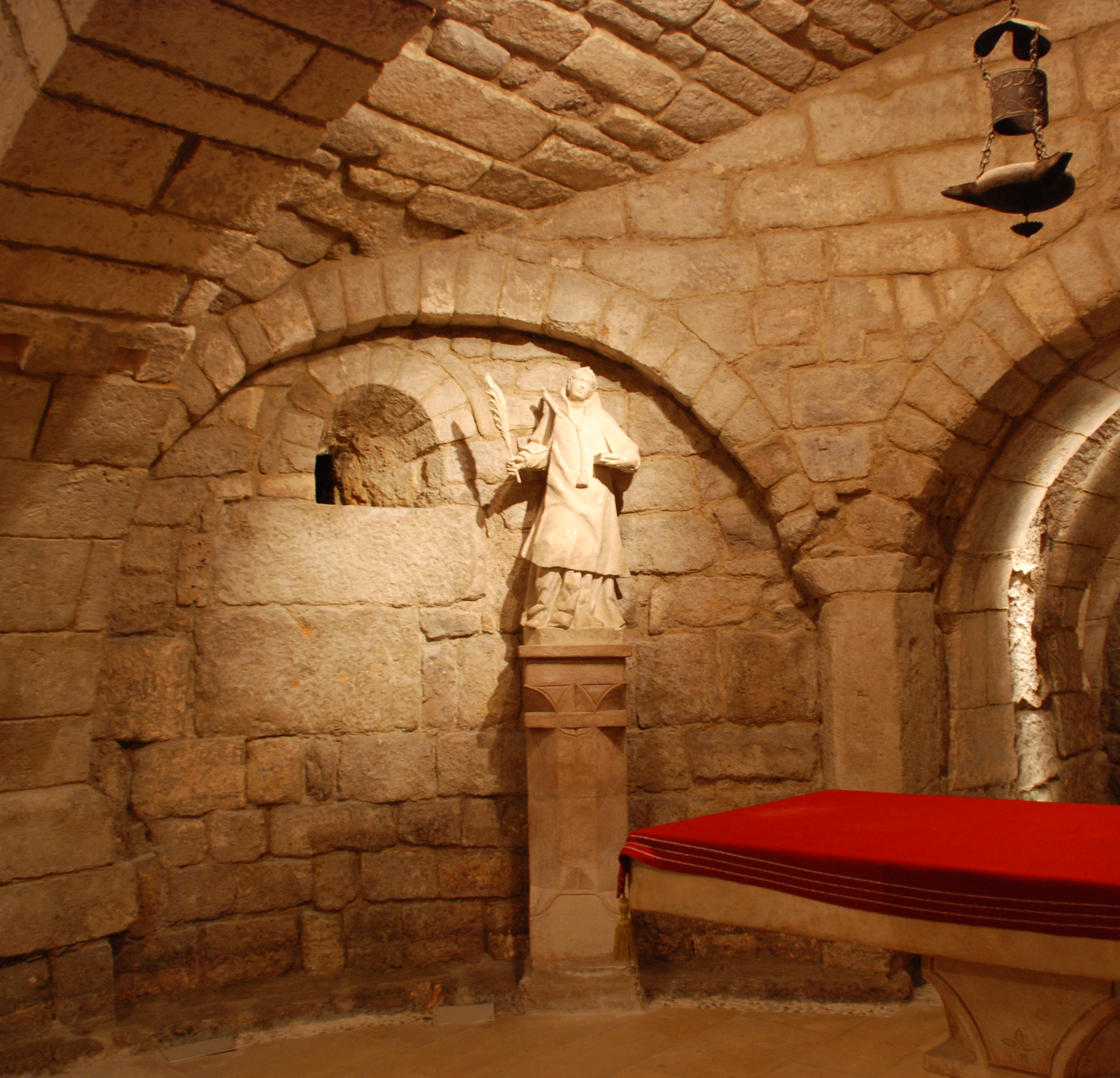
Statue de saint Antonin (appelé San Antolín en Espagne) dans la chapelle qui lui est consacrée de la crypte de la cathédrale de Palencia.

La tradition a transmis qu'après que saint Antonin fut jeté dans la rivière, ses restes furent amenés, par une nuit où les étoiles étincelaient de mille feux, jusqu'à Toulouse. Guidée par deux anges, la barque descendit l'Ariège et passa dans la Garonne. Puis elle remonta le Tarn et l'Aveyron jusqu'à Saint-Antonin-Noble-Val, où Festus, le noble naguère baptisé par saint Antonin, les déposa chez lui avant de faire confectionner une châsse à partir de laquelle on éleva plus tard une abbaye.
L'épaule et le bras droit furent portés à Palencia, en Espagne, par le roi wisigoth Wamba après son expédition en Septimanie (673). Le reste des reliques demeura à Pamiers. Au XVIe siècle, lors des guerres de Religion, les protestants brûlèrent les reliques de Pamiers et de Saint-Antonin-Noble-Val. Les reliques de Palencia sont les seules qui ont été sauvegardées. Quand Saint-Antonin-Noble-Val se dota d'une église, une relique a été demandée à Palencia. Elle a été mise en valeur dans un reliquaire complété par une barque en argent doré. La barque-reliquaire évoque l'arrivée du saint dans la région, sa diffusion du christianisme et le cheminement de ses reliques.

## Miracles selon la tradition populaire
Ces miracles ne sont pas reconnus par l'Église catholique.
- On raconte qu'il était capable de savoir où étaient les sources d'eaux miraculeuses naturellement aptes à guérir des malades.
- Plongé dans une chaudière d'eau bouillante, il en serait sorti sans le moindre mal.
- Il aurait rendu la vie à un enfant étouffé dans la foule accourue pour l'écouter.
- Précipité dans la Garonne, attaché par le cou à une meule de moulin, il resta en vie, surnageant à la surface. Une chapelle sera plus tard bâtie à cet endroit (le nom du saint est encore visible au quai de Tounis, à Toulouse).

## Vénération

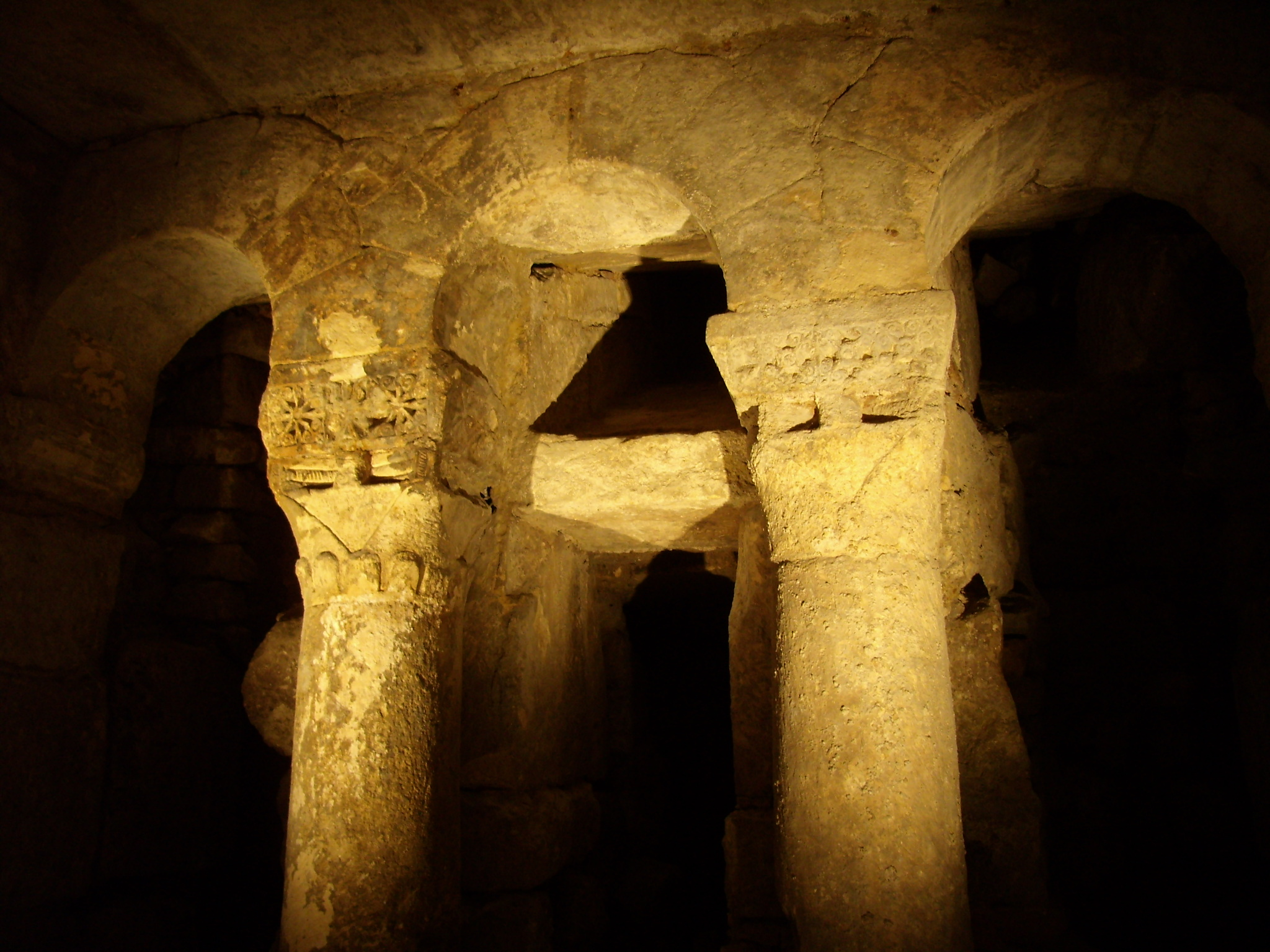
La crypte-martyrium de Saint-Antonin à Palencia. Le roi wisigoth Wamba y fit déposer une partie des reliques du saint en 672.

À Pamiers, son culte est toujours vivant, où la cathédrale lui est dédiée.
À Saint-Antonin-Noble-Val, l'église (XIXe siècle) lui est également dédiée.
À Palencia, en Espagne, la cathédrale lui est consacrée.
À Medina del Campo, c'est la collégiale Saint-Antonin (es), construite entre les XVIe et XVIIIe siècles, qui lui est dédiée.